# Xysticus nepalhimalaicus
Xysticus nepalhimalaicus är en spindelart som beskrevs av Ono 1978. Xysticus nepalhimalaicus ingår i släktet Xysticus och familjen krabbspindlar.
Artens utbredningsområde är Nepal. Inga underarter finns listade i Catalogue of Life.